# Michael Lager
Michael "Starra" Lager, född 7 april 1962 i Norrköping, är en före detta basketspelare som spelade som guard och var även lagkapten för Norrköping Dolphins. Lager har även varit baskettränare för Norrköping Dolphins Damer.

## Historia
Lager skrev in sig i idrottshistorien när han vägrade klippa sitt hår under första delen av sin karriär. Därför blev han kallad lokalt Hårdrocks-Jesus. 

## Tränarkarriär
Norrköping Dolphins (Dam) 2000–2003, 2005–2007
 Norrköping Dolphins (Herr) Ass Tränare 2004

## Bakgrund och meriter
Lager är uppvuxen i stadsdelen Hageby i Norrköping där han startade sin basketkarriär i Norrköpings Ungdomsbasketklubb. 
Lager har även spelat 4 landskamper.
- Svenska mästare i basket (1998)
- Årets tränare Dam (2001) (2006)[6]
- Svenska Mästare i basket (tränare) (2000)